# Asynapteron ranthum
Asynapteron ranthum là một loài bọ cánh cứng trong họ Cerambycidae.